# Anti-Cancer Agents in Medicinal Chemistry
Anti-Cancer Agents in Medicinal Chemistry, abgekürzt Anti-Cancer Agents Med. Chem., ist eine wissenschaftliche Fachzeitschrift, die vom Bentham Science-Verlag veröffentlicht wird. Die Zeitschrift wurde 2001 unter dem Namen Current Medicinal Chemistry: Anti-Cancer Agents gegründet und änderte ihn 2005 in den derzeit gültigen Namen. Sie erscheint mit zehn Ausgaben im Jahr. Es werden Arbeiten veröffentlicht, die sich mit medizinischer Chemie und der Neuentwicklung von Tumortherapeutika beschäftigen.
Der Impact Factor lag im Jahr 2016 bei 2,598. Nach der Statistik des ISI Web of Knowledge wird das Journal mit diesem Impact Factor in der Kategorie Onkologie an 129. Stelle von 217 Zeitschriften und in der Kategorie medizinische Chemie an 29. Stelle von 59 Zeitschriften geführt.